# Magnus Ragnar Bruzelius

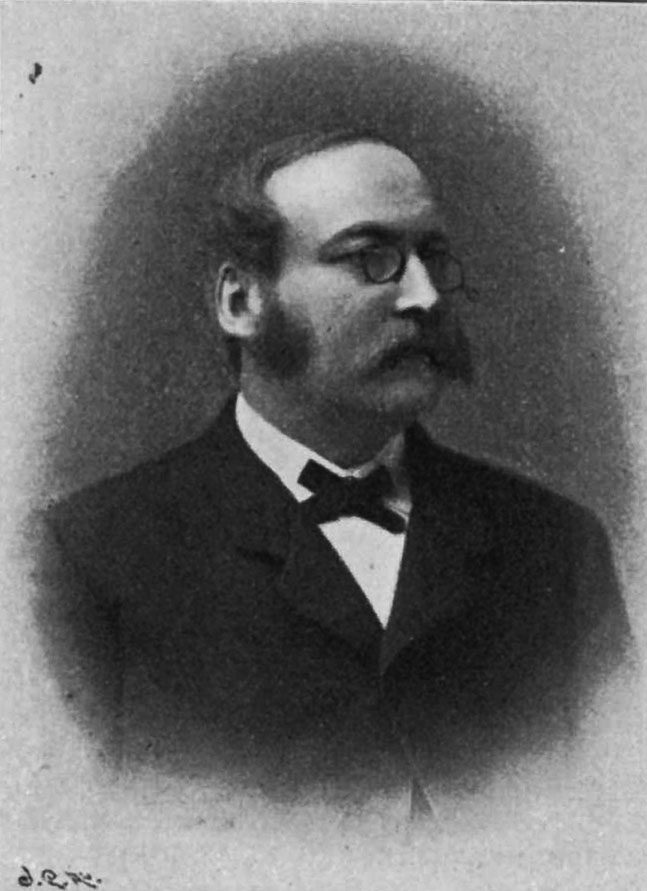
Magnus Ragnar Bruzelius

Magnus Ragnar Bruzelius (* 4. Juni 1832 im Kirchspiel Löderup, Kristianstads län; † 17. Februar 1902 in Stockholm) war ein schwedischer Arzt und Biologe.

## Leben
Bruzelius war der Sohn des Pfarrers von Löderup und Hörup, Doktor der Philosophie, Magnus Bruzelius (1786–1855) und dessen Frau Sofia Vilhelmina (geborene Johansson, 1805–1866). Er schrieb sich 1848 als Student in Lund ein. Er erhielt 1853 seinen Magistertitel, wurde 1855 Dozent für Zoologie und promovierte 1864 zum Doktor der Medizin. Im selben Jahr übernahm er den Posten des stellvertretenden Leiters in einem Lazarett des Königlichen Seraphinenorden in Stockholm. Von 1877 bis 1897 war er Oberarzt im gleichen Hospital, von 1880 bis 1897 zugleich Leibarzt des schwedischen Königs. Seine Wahl in die Schwedische Akademie der Wissenschaften erfolgte 1890.
Bruzelius beteiligte sich an schwedischen Ärztezeitschriften. So gehörte er von 1865 bis 1871 der Redaktion der Zeitschrift an Hygiea und von 1869 bis zu seinem Tod saß er in der Redaktion des Nordiskt Medicinskt Arkiv.
Bruzelius erlangte großes Ansehen im Land, und viele Menschen suchten sein Lazarett auf, um ihre Lungenleiden kurieren zu lassen. Durch die Heirat mit der Tochter des Industriellen Johan Carl Kempe erlangte Bruzelius ein beträchtliches Vermögen. Er überließ testamentarisch der Schwedischen Ärztegesellschaft 100.000 Schwedische Kronen, von denen vor allem die Witwen und Kinder verstorbener Ärzte ein Einkommen erhalten sollten. Ein Betrag von 10.000 Kronen war für Stipendien am Karolinska-Institut bestimmt.
Er war zweimal verheiratet: Seit dem 14. Oktober 1871 mit Kristina Helena (geborene Kempe, 10. Juli 1845 – 9. März 1879) und seit dem 15. August 1882 mit deren Halbschwester Lotty Henrietta (geborene Kempe, * 27. Juni 1855). Beide waren Töchter des Geschäftsmanns Johan Christoffer Carl Kempe. Er und Lotty hatten eine gemeinsame Tochter Ragna Henny Bruzelius.
Bruzelius wurde 1876 als Ritter in den Nordstern-Orden aufgenommen und 1889 zum Kommandeur erster Klasse befördert. Im Wasaorden war er seit 1881 Kommandeur erster Klasse und erhielt 1896 das Großkreuz.

## Werke (Auswahl)
- Beskrifning öfver hydrachnider, som förekomma inom Skåne. 1854.
- Bidrag till Kännedomen om Skandinaviens Amphipoda gammaridea. In: Kongliga Svenska vetenskaps-akademiens handlingar. Neue Folge, Band 3, Nr. 1, Norstedt, Stockholm 1858 (archive.org).
- Om abort. 1863.
- Kliniska anteckningar i laryngopatologien jemte anvisning till laryngoskopets bruk. I. 1875.